# Valentino Vailati
Valentino Vailati (Milano, 30 giugno 1914 – Manfredonia, 1º febbraio 1998) è stato un arcivescovo cattolico italiano.

## Biografia
È nato a Milano, città capoluogo di provincia e sede arcivescovile, il 30 giugno 1914. Da giovane si è trasferito con la famiglia a Pancarana, in provincia di Pavia e diocesi di Tortona, luogo di origine dei genitori.

### Formazione e ministero sacerdotale
È stato alunno prima del seminario di Tortona, poi del Pontificio seminario lombardo a Roma dove ha conseguito la laurea in teologia presso la Pontificia Università Gregoriana.
Il 22 agosto 1937 è stato ordinato presbitero, nel duomo di Voghera, per la diocesi di Tortona.
Ha avuto diversi incarichi e, quindi, ha insegnato lettere classiche nel seminario vescovile di Tortona, ottenendo poi la cattedra di teologia dogmatica e storia ecclesiastica nel seminario teologico, ha scritto alcuni volumi di meditazioni e di teologia per i laici ed ha insegnato lettere in Liguria e Piemonte. È divenuto parroco di Pietrabissara, nella diocesi di Tortona, nell'agosto 1938, in seguito è stato rettore del seminario minore di Stazzano e di quello teologico di Tortona. È stato cofondatore della Piccola Opera Regina Apostolorum di Genova.

### Ministero episcopale
L'8 dicembre 1960 papa Giovanni XXIII lo ha nominato vescovo di San Severo; è succeduto a Francesco Orlando, deceduto il 2 agosto precedente. Il 6 marzo 1961 ha ricevuto l'ordinazione episcopale, nella cattedrale di Tortona, dal vescovo di Macerata e Tolentino Silvio Cassulo, co-consacranti Carlo Ferrari, vescovo di Monopoli, e Carlo Angeleri, vescovo ausiliare di Tortona. Il 4 maggio successivo ha preso possesso della diocesi.
Durante il suo episcopato ha restaurato e sistemato il seminario ed ha rinnovato ed ornato la chiesa cattedrale costruendo nella cripta il sacello per la sepoltura dei vescovi. Ha istituito tre nuove parrocchie nella chiesa di Maria santissima della Provvidenza, dell'Immacolata Concezione, nell'agosto 1966 e nella chiesa del Sacro Cuore nel marzo 1968. Ha partecipato al Concilio Vaticano II e perciò ha promosso l'applicazione dei decreti conciliari ed il restauro delle più antiche pergamene del capitolo cattedrale con l'opera dei monaci benedettini.
È stato amministratore apostolico di Termoli, Larino e Lucera.
Il 5 giugno 1970 è stato nominato da papa Paolo VI arcivescovo metropolita di Manfredonia ed amministratore apostolico di Vieste; è succeduto ad Andrea Cesarano, deceduto il 20 dicembre 1969. Il 22 agosto seguente prese possesso dell'arcidiocesi.
Il 30 aprile 1979 l'arcidiocesi di Manfredonia ha perso la dignità metropolitana ed è diventata, con la diocesi di Vieste, suffraganea dell'arcidiocesi di Foggia. Il 30 settembre 1986, con il decreto Instantibus votis della Congregazione per i vescovi, le due diocesi sono state unite in plena unione e la nuova circoscrizione ecclesiastica ha assunto il nome di arcidiocesi di Manfredonia-Vieste.
Nel corso del suo ministero sipontino ha istituito le parrocchie di san Camillo de Lellis, della Sacra Famiglia, san Giuseppe sposo della beata Vergine Maria e san Carlo Borromeo; ha iniziato le pratiche per il processo di beatificazione di padre Pio da Pietrelcina ed è divenuto postulatore per la causa di beatificazione.
È stato membro della Conferenza episcopale pugliese.
Il 2 giugno 1990 papa Giovanni Paolo II ha accolto la sua rinuncia, presentata per raggiunti limiti di età, al governo pastorale dell'arcidiocesi di Manfredonia-Vieste; gli è succeduto Vincenzo D'Addario, fino ad allora vescovo di Cerignola-Ascoli Satriano.
Da arcivescovo emerito è rimasto a Manfredonia, dove è morto il 1º febbraio 1998, all'età di 83 anni. Dopo le esequie, celebrate il 3 febbraio dall'arcivescovo Guglielmo Motolese nella cattedrale di Manfredonia, è stato sepolto nel cimitero di Manfredonia. Il 29 aprile seguente la salma è stata traslata nella tomba di famiglia a Pancarana.

## Genealogia episcopale
La genealogia episcopale è:
- Cardinale Scipione Rebiba
- Cardinale Giulio Antonio Santori
- Cardinale Girolamo Bernerio, O.P.
- Arcivescovo Galeazzo Sanvitale
- Cardinale Ludovico Ludovisi
- Cardinale Luigi Caetani
- Cardinale Ulderico Carpegna
- Cardinale Paluzzo Paluzzi Altieri degli Albertoni
- Papa Benedetto XIII
- Papa Benedetto XIV
- Cardinale Enrico Enriquez
- Arcivescovo Manuel Quintano Bonifaz
- Cardinale Buenaventura Córdoba Espinosa de la Cerda
- Cardinale Giuseppe Maria Doria Pamphilj
- Papa Pio VIII
- Papa Pio IX
- Cardinale Raffaele Monaco La Valletta
- Cardinale Francesco Satolli
- Arcivescovo Giacinto Gaggia
- Arcivescovo Egisto Domenico Melchiori
- Vescovo Silvio Cassulo
- Arcivescovo Valentino Vailati